# Поганий Санта 2
«Поганий Санта 2» (англ. Bad Santa 2‎) — американський комедійний фільм, знятий Марком Вотерсом. Він є продовженням фільму «Поганий Санта» (2003). Прем'єра стрічки в США відбулась 23 листопада 2016 року, а в Україні — 22 грудня 2016 року. Фільм розповідає про алкоголіка Віллі, який знову вирішує переодягнутися в переддень Різдва в Санта-Клауса і пограбувати благодійний фонд.

## У ролях
| Актор             | Роль          |
| ----------------- | ------------- |
| Біллі Боб Торнтон | Віллі Т. Сок  |
| Кевін Файф        | малий Віллі   |
| Тоні Кокс         | Маркус        |
| Бретт Келлі       | Терман Мерман |
| Кеті Бейтс        | Санні Сок     |
| Крістіна Гендрікс | Дайан         |

## Виробництво
Зйомки фільму почались 11 січня 2016 року в Монреалі (Канада).